# Machet die Tore weit (Telemann)
Machet die Tore weit (TWV 1:1074) ist eine geistliche Kantate von Georg Philipp Telemann.
Der Text stammt von dem Eisenacher Hofmusiker und geistlichen Dichter Johann Friedrich Helbig (1680–1722). Das Dictum des Eingangschores stammt aus dem Psalm 24. Der Schlusschoral ist ein Chorsatz über die erste Strophe des Liedes Warum willst du draußen stehen von Paul Gerhardt in der Melodiefassung von Johann Crüger.

## Geschichte
Die Kantate ist für den 1. Advent bestimmt und eröffnet Telemanns „Sicilianischen Jahrgang“ von Kantaten, den er in Frankfurt am Main komponierte. Telemann kam mit der Komposition des Jahrgangs seiner vertraglichen Verpflichtung nach, alle zwei Jahre für den Hof von Sachsen-Eisenach einen Kantatenjahrgang abzuliefern. Herzog Johann Wilhelm hatte Helbigs Dichtung persönlich per Dekret als Textgrundlage bestimmt. Verbindende stilistische Merkmale des Jahrgangs sind die Aufnahme von Sätzen im Siciliana-Rhythmus sowie der durchgehende Einsatz von zwei obligaten Oboen. Der Jahrgang gelangte im Kirchenjahr 1719/20 in Eisenach zur Aufführung. 1722/23 folgten Aufführungen in Hamburg, was durch Textdrucke belegt ist, sowie 1726/27 in Frankfurt am Main.
Die Kantate ist unter anderem durch eine Abschrift von Johann Sebastian Bach überliefert, der sie am 28. November 1734, dem 1. Advent, in Leipzig aufführte. Möglicherweise bediente sich Bach in diesem Jahr Kantaten anderer Komponisten, um Zeit für die Komposition seines Weihnachtsoratoriums BWV 248 zu gewinnen. Ein Stimmensatz aus dem Nachlass Carl Philipp Emanuel Bachs enthält alternative Fassungen der beiden Arien mit Verzierungen, die vermutlich von C. P. E. Bach für eine Hamburger Aufführung erstellt wurden. Eine weitere Abschrift der Kantate wurde vor wenigen Jahren in der Österreichischen Nationalbibliothek Wien wiederentdeckt.
Der Erstdruck wurde 1963 von Traugott Fedtke aufgrund J. S. Bachs Abschrift ediert und bei Hänssler Stuttgart verlegt. Die Kantate entwickelte sich daraufhin bald zu einem der meistaufgeführten Kirchenmusikwerke Telemanns. Die 1975 von Klaus Hofmann erarbeitete Neuausgabe bezog auch die weiteren vorhandenen Manuskripte als Vorlagen mit ein.

## Besetzung
Soli (SATB), Chor (SATB), 2 Oboen, 2 Violinen, Viola, Basso continuo

## Text
1. Chor: Machet die Tore weit
Machet die Tore weit

und die Türen in der Welt hoch,

daß der König der Ehren einziehe.

Wer ist der selbige König der Ehren?

Es ist der Herr, stark und mächtig im Streit.

Machet die Tore weit

und die Türen in der Welt hoch!

Wer ist der selbige König der Ehren?

Es ist der Herr Zebaoth,

er ist der König der Ehren

Sela, Sela, Sela. (Ps 24,7-10 )
2. Arie (Sopran)
Jesu, komm in meine Seele,

lass sie deine Wohnung sein.

Treib aus ihr der Sünden Wust,

Ehre, Geiz und Fleischeslust,

gönn ihr deiner Gnaden Schein.
3. Rezitativ (Tenor)
Ich will zum Einzug gern die Bahn bereiten

und dir die Kleider einer heilgen Scheu

von wahrer Buß und Glauben unterbreiten.

Nur stehe mir mit deinem Geiste bei,

dass dir mein Dienst gefällig sei.

Du weißt, für mich bin ich zu allem Guten ungeschickt,

doch wenn dein Glanz mir in das Herze blickt,

so werd ich alles dir gewähren,

was du von meiner Demut kannst begehren.
4. Arie (Bass)
Ich will beten, ich will ringen,

ich will loben, ich will singen,

damit ich vor allen Dingen

deinen Willen mag vollbringen.

Meine Sehnsucht geht dahin,

dass ich dir mit Herz und Sinn,

mein Erlöser mein Gewinn,

ganz allein ergeben bin.
5. Choral: Warum willst du draußen stehen
Warum willst du draußen stehen,

du Gesegneter des Herrn?

Lass dir, bei mir einzugehen,

wohlgefallen, du mein Stern.

Du mein Jesu, meine Freud,

Helfer in der rechten Zeit,

hilf, o Heiland, meinem Herzen

von den Sünden, 1 die mich schmerzen. (Paul Gerhardt)